# Rudolf Kaminger
Rudolf Kaminger (* 12. November 1887 in Pöggstall; † 22. Juli 1943 in Ottenschlag) war ein österreichischer Politiker (SDAP) und Krankenkassaleiter. Kaminger war von 1927 bis 1934 Abgeordneter zum Landtag von Niederösterreich.
Kaminger besuchte fünf Klassen der Volksschule und begann danach eine Lehre als Schriftsetzer. Zudem besuchte er mehrere Spezialkurse in Wien und arbeitete auch in Deutschland. Zuletzt war er als Krankenkassaleiter in Ottenschlag beschäftigt. Kaminger war Gemeinderat und vertrat die Sozialdemokratische Partei ab dem 20. Mai 1927 im Niederösterreichischen Landtag, per 16. Februar 1934 wurde ihm jedoch in der Folge der Februarkämpfe und des Verbots der SDAP sein Landtagsmandat aberkannt.